# Semínima

Duas semínimas (abaixo e acima da terceira linha) e sua pausa correspondente

Semínima (♩) é a nota musical cuja duração é de 1/4 de uma semibreve ou metade de uma mínima.
Em fórmulas de compasso em que o denominador é um 4 (como 2/4, 4/4, 3/4), a semínima é a unidade de tempo.
A semínima é representada por uma oval preenchida, com haste. Quando a nota é escrita até a terceira linha da pauta a haste fica à direita da nota e virada para cima. Quando a nota está acima da terceira linha, a haste fica à esquerda da nota e virada para baixo. A pausa com duração de semínima é uma linha ondulada que alguns descrevem como um z unido a um c.
A americana Louise Bianchi compilou normas internacionais de Contagem Silábica, partindo do pulso da semínima, nominando a sílaba TÁ como marca padrão do pulso forte (e não subdividido em síncopas e contratempos). Partindo da contagem silábica da semínima, TÁ, para as figuras mais longas, prolonga-se o Á conforme o número de pulsos; para figuras menores, outras sílabas são verbalizadas, sempre mantendo o TÁ como pulso.